# Het juweel in de schedel
Het juweel in de schedel (Engelse titel: The Jewel in the Skull) is een sciencefictionroman van de Britse schrijver Michael Moorcock.

## Synopsis
In een niet zo verre toekomst veroveren de kwaadaardige heersers van het Duitse Rijk, Granbretan, het ganse Europese vasteland. Dorian Valkmaan, de laatste hertog van Köln wordt verslagen in de slag bij Köln, gevangengenomen en weggevoerd naar Londra waar hij door baron Meliadus gedwongen wordt tot het uitvoeren van een weinig eervolle opdracht. Meliadus plaatst een juweel op het voorhoofd van Valkmaan dat tot leven zal komen indien deze de opdracht niet uitvoert waarna het de hersens zal wegvreten van Valkmaan. Valkmaan heeft geen andere keuze dan deze onzekere sombere toekomst tegemoet te gaan.